# Albert Hausner
Albert Hausner (* 4. August 1647 in Neumarkt in der Oberpfalz; † 30. Oktober 1710) war Abt des Klosters Waldsassen von 1690 bis 1710.
Die Reformation bedeutete für das Kloster Waldsassen die erste Säkularisation. Der letzte vorreformatorische Abt sah sich 1537 gezwungen, sein Amt aufzugeben. Erst der Dreißigjährige Krieg setzte dem Einfluss der Oberpfalz ein Ende und mit dem Übergang zum Kurfürstentum Bayern bedeutete die Rekatholisierung das Wiederaufleben des Klosters. Albert Hausner kämpfte in seiner Zeit als Abt um die Wiedererlangung der Reichsunmittelbarkeit, was er aber nicht durchzusetzen vermochte.

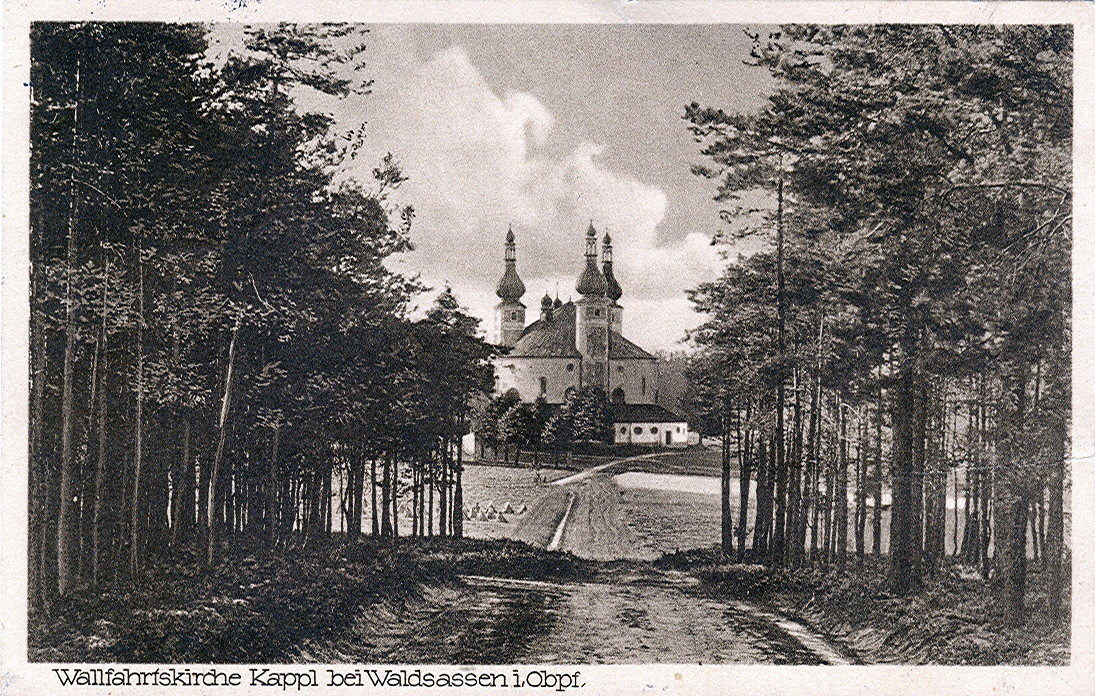
Münchenreuther Wald mit Blick zur Kappl

Albert Hausner hatte sich mit 18 Jahren den Zisterziensern angeschlossen und legte im Kloster Fürstenfeld 1665 sein Ordensgelübde ab. Er studierte Theologie an der Universität Ingolstadt und erhielt 1674 die Priesterweihe. 1676 übernahm er die Pfarrstelle in Waldsassen. Er war als Pfarrvikar von 1676 bis 1690 Präses der örtlichen Rosenkranzbruderschaft. In seiner Wirkenszeit als Abt wurde die Stiftskirche durch die Baumeister Georg Dientzenhofer und Abraham Leuthner vollendet, ebenso die Dreifaltigkeitskirche Kappl. Die Rosenkranzbruderschaft beteiligte sich an der Neugestaltung, u. a. mit einem Rosenkranzstationsweg durch den Münchenreuther Wald. Während des Spanischen Erbfolgekrieges hielten sich 1703/1704 Truppen des Grafen Hermann Otto II. von Limburg-Styrum im Stiftland auf und verursachten dem Kloster hohe Kosten. Die Stiftskirche wurde 1704 durch Weihbischof Franz Ferdinand von Rummel geweiht.
Albert Hausner wurde als erster Abt zum Allerseelensonntag 1710 in der Gruft unter der Stiftskirche bestattet.